# Yurika Sema
Yurika Sema (jap. 瀬間友里加 Sema Yurika; ur. 25 grudnia 1986 w Tokio) – japońska tenisistka.
Zadebiutowała w kwietniu 2003 roku w kwalifikacjach do turnieju ITF w Yamaguchi, otrzymawszy od organizatorów dziką kartę. Udanie przeszła kwalifikacje i w turnieju głównym doszła do drugiej rundy. W listopadzie tego samego roku, na podobnym turnieju w Sutamie, osiągnęła ćwierćfinał imprezy w grze pojedynczej i półfinał w grze podwójnej (w parze z siostrą Eriką Sema). W 2004 roku doszła do finału turnieju w Hiroszimie, w którym przegrała z Australijką Emily Hewson oraz wygrała turniej w Tokio, pokonując w finale rodaczkę, Erikę Takao.
W 2005 roku wzięła udział w kwalifikacjach do turnieju WTA w Tokio ale nie dostała się do fazy głównej, przegrywając z drugiej rundzie z Koreanką Cho Yoon-jeong. Po raz pierwszy w karierze wystąpiła w turnieju głównym WTA w Bengaluru, w 2007 roku. Po przejściu kwalifikacji wygrała pierwsze dwie rundy, pokonując w pierwszej Julianę Fedak i w drugiej Juliję Bejhelzimer a przegrywając w ćwierćfinale z Marą Santangelo. Jeszcze tego samego roku spróbowała swoich sił, biorąc udział w kwalifikacjach do turniejów wielkoszlemowych Roland Garros i US Open. W obu przypadkach nie udało jej się jednak przejść kwalifikacji. Sztuka ta udała jej się dwa lata później, w US Open, gdzie pokonując w kwalifikacjach Anne Kremer, Kimiko Date i Anę Tatiszwili dostała się do turnieju głównego, w którym po trzysetowym meczu przegrała z Anną Czakwetadze. Było to jej największe osiągnięcie w występach w Wielkim Szlemie.
W sumie wygrała trzy turnieje singlowe i czternaście deblowych rangi ITF.

## Wygrane turnieje ITF

### Gra pojedyncza
|    | Data       | Turniej | Kat. | ($)    | Naw.   | Finalistka    | Wynik         |
| 1. | 31/10/2004 | Tokio   | ITF  | 10 000 | twarda | Erika Takao   | 3:6, 7:6, 6:0 |
| 2. | 07/06/2009 | Komoro  | ITF  | 25 000 | ziemna | Kurumi Nara   | 6:3, 1:6, 6:4 |
| 3. | 06/03/2011 | Sydney  | ITF  | 25 000 | twarda | Rika Fujiwara | 6:4, 5:7, 7:6 |